# クリスタルタワー
クリスタルタワーは、大阪市中央区の大阪ビジネスパーク（OBP）に所在する超高層ビルである。5つのスーパーブロックによって構成されるOBPの最西端に位置し、竹中工務店と朝日ビルディングが開発した。

## 概要
大阪市の東部を流れる平野川と寝屋川が合流する地域に開発されたOBPの西端に位置し、南面には107haに及ぶ大阪城公園の緑が広がっている。建物の周辺は、敷地面積の85%を占めるオープンスペースにより囲まれ、噴水や雑木林を思わせる植栽が施され「緑の中のビジネス都市」の計画理念が巧みに具現化され、その中央にタワーが屹立する。
外観はクリスタルなイメージのために、光の色調や反射率、透過率のコントロール可能なガラスが開発され、映像調整を可能とするカーテンウォールの改善が重ねられた。東西に長いビル構造のため、本来であれば強風で揺れ易いが、屋上にある氷蓄熱機（1台90トン）9基のうち6基を振り子の形で設置し、制振装置として利用することで揺れを抑えている。氷蓄熱機を利用した制振装置を取り入れた高層ビルは、本ビルが日本で初めてとされる。
基準階においては、オフィス空間が南の大阪城公園に全面的に開かれるように、7.2mのスパンが採用され、コアは北側へ寄せられた。これは対称性からの移行による意図的なズレを生み出すことにより、機能的にはリフレッシュトイレをはじめとして、避難階段、リフレッシュホール、それにつながるエレベーターホールには、自然光と開かれた眺望を取り入れることを可能にしている。
第33回BCS賞、第12回大阪まちなみ賞、1994年にはグッドデザイン賞を受賞。
ビル固有の郵便番号は540-60xx（xxは階層、地下及び階層不明の場合は540-6090）。

## 交通アクセス
- 地下鉄長堀鶴見緑地線「大阪ビジネスパーク駅」下車 2号出入口・3号出入口
- JR東西線「大阪城北詰駅」下車 徒歩約5分 1番出口を出て片町橋を渡り約100m
- 大阪環状線「京橋駅」下車 徒歩約10分 西出口を出て大阪城京橋プロムナードを通り、ツイン21を抜け約200m
- 大阪環状線「大阪城公園駅」下車 徒歩約10分 大阪城ホール方向に歩き、大阪城新橋を渡り、二つ目の信号を左へ約200m

## ギャラリー

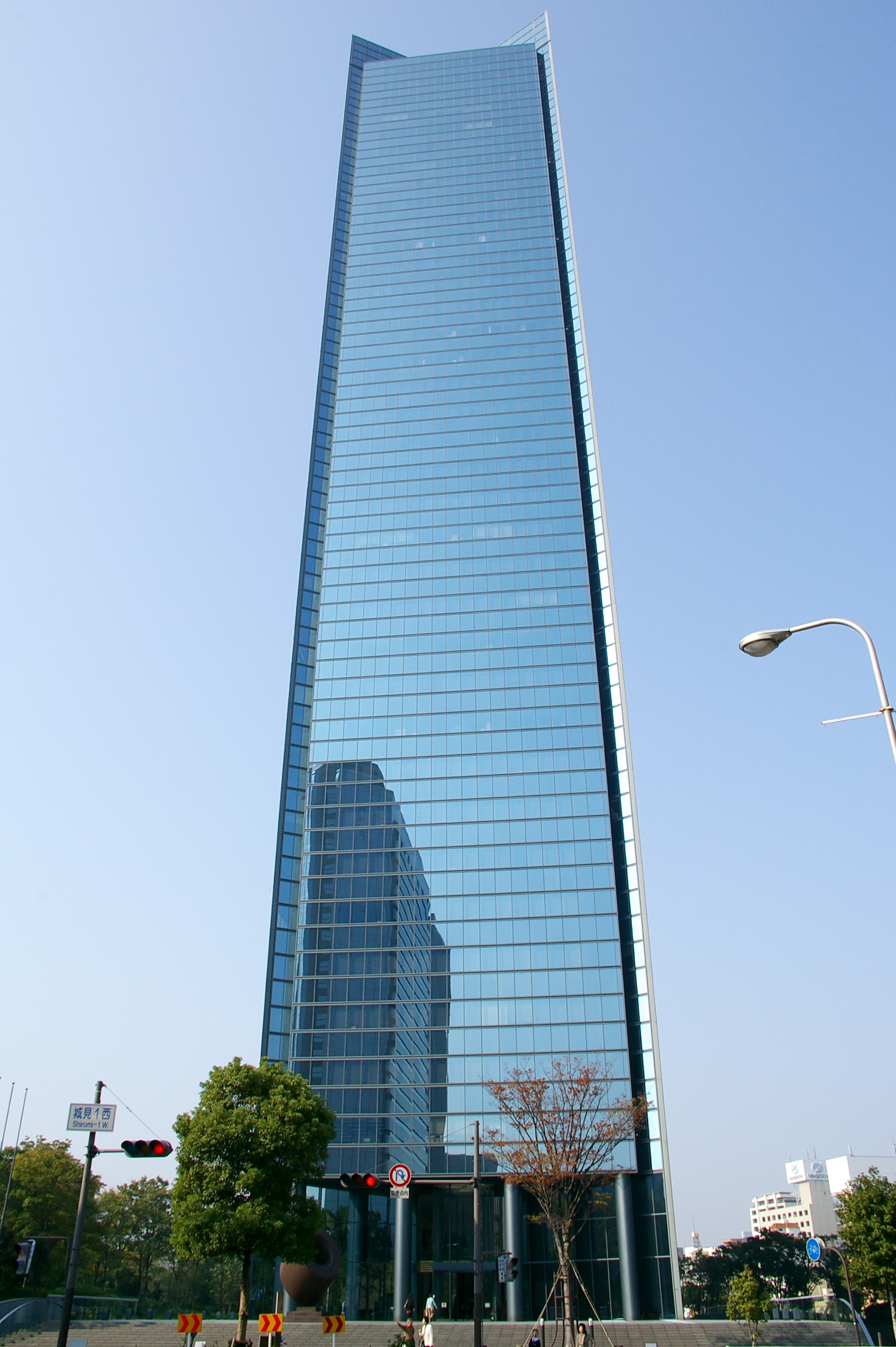
正面エントランス
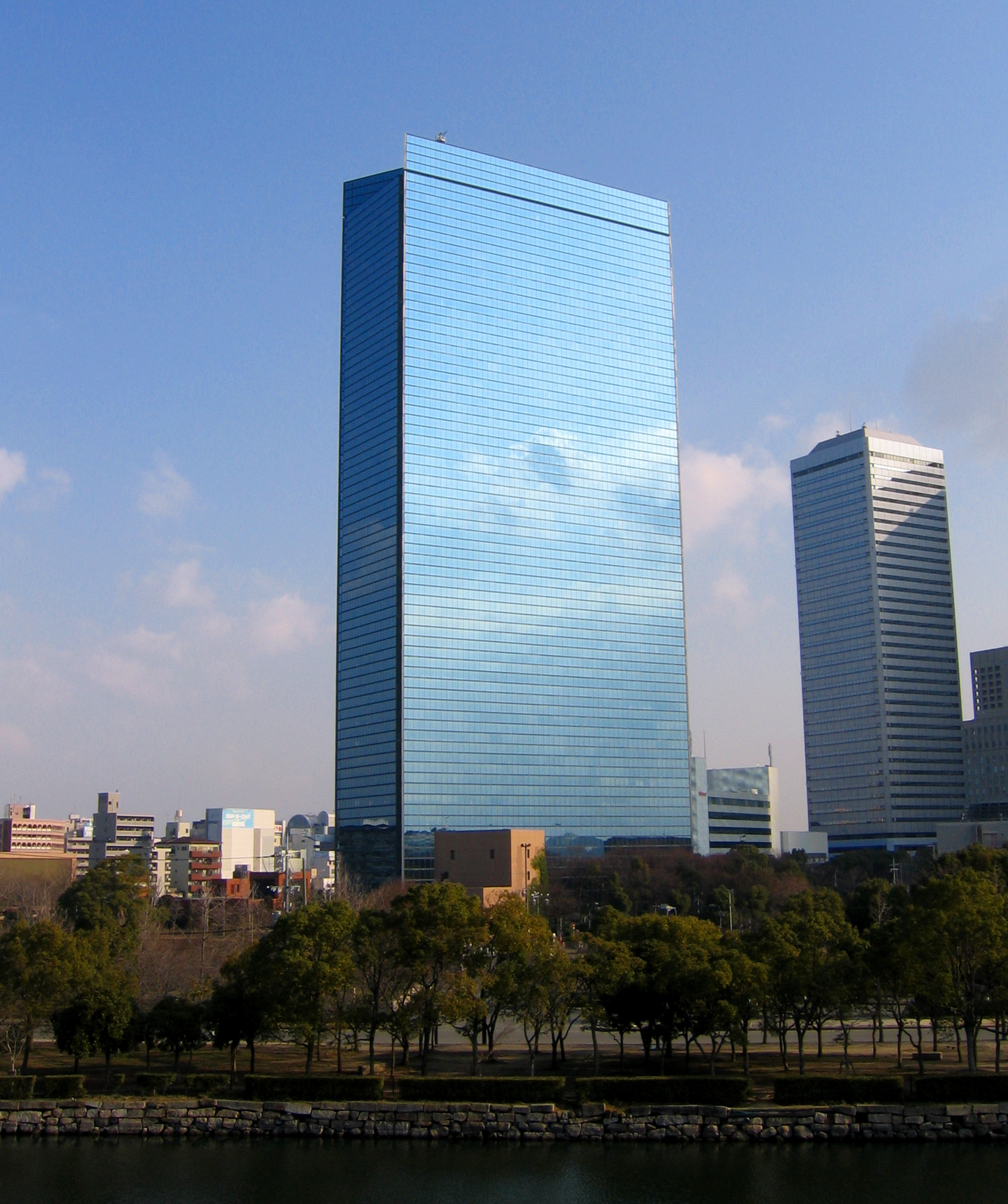
大阪城公園からの遠景
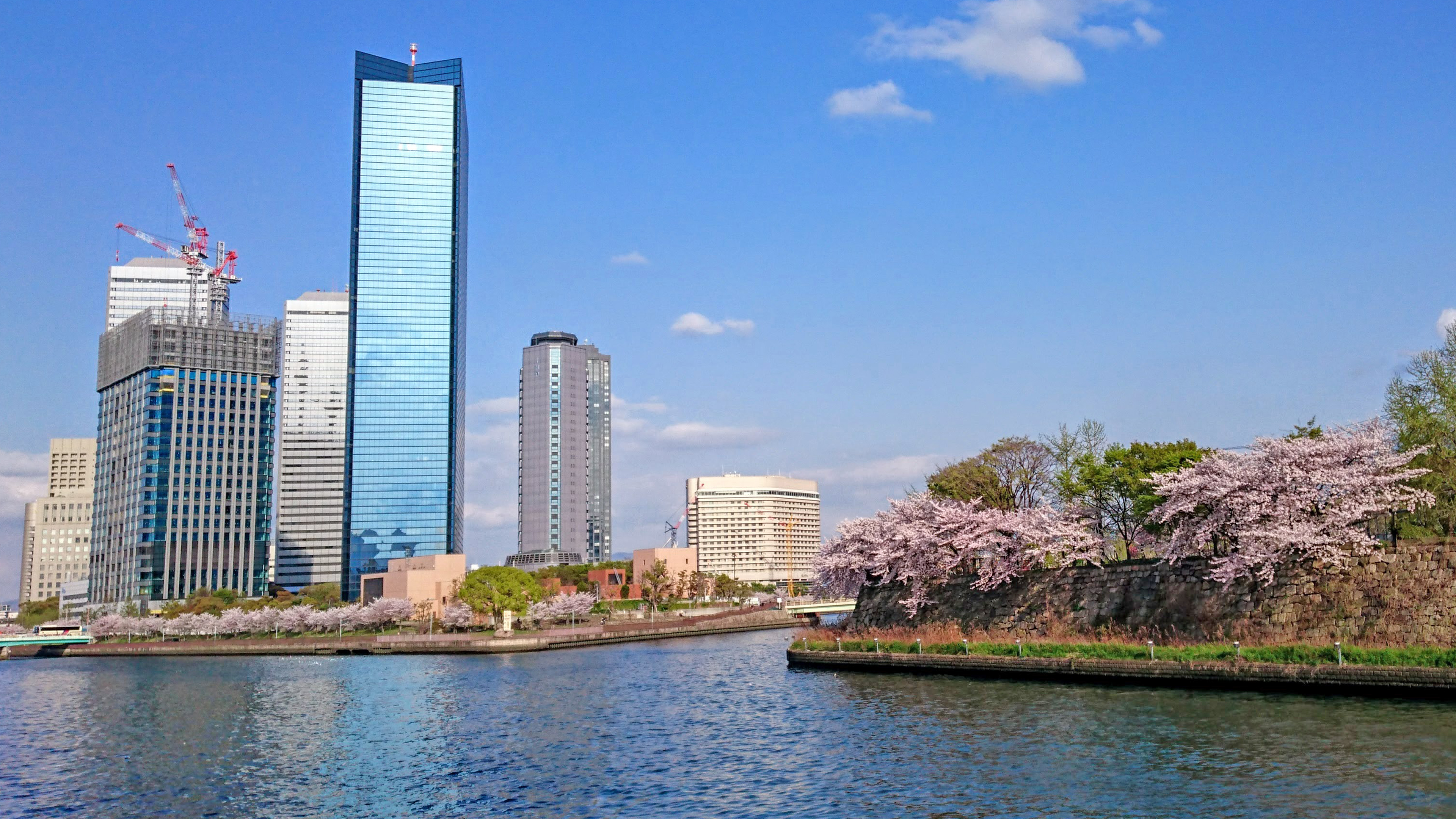
寝屋川の対岸から見たビル群と大阪城公園の桜（2017年）